# Adolf Metzner
Pour les articles homonymes, voir Metzner.
Adolf Metzner (né le 25 avril 1910 à Frankenthal et décédé le 5 mars 1978 à Hambourg) est un athlète allemand spécialiste du sprint. Licencié au Eintracht Francfort, il mesurait 1,80 m pour 80 kg.

## Biographie

### Palmarès
| Date | Compétition           | Lieu        | Résultat | Épreuve    | Performance  |
| ---- | --------------------- | ----------- | -------- | ---------- | ------------ |
| 1932 | Jeux olympiques d'été | Los Angeles | 4e       | 4 × 400 m  | 3 min 14 s 4 |
| 1934 | Championnats d'Europe | Turin       | 1er      | 400 mètres | 47 s 9       |
| 1934 | Championnats d'Europe | Turin       | 1er      | 4 × 400 m  | 3 min 14 s 1 |

### Records
| Épreuve    | Performance | Lieu | Date |
| ---------- | ----------- | ---- | ---- |
| 400 mètres | 47 s 8      |      | 1932 |